# 灣仔海濱長廊

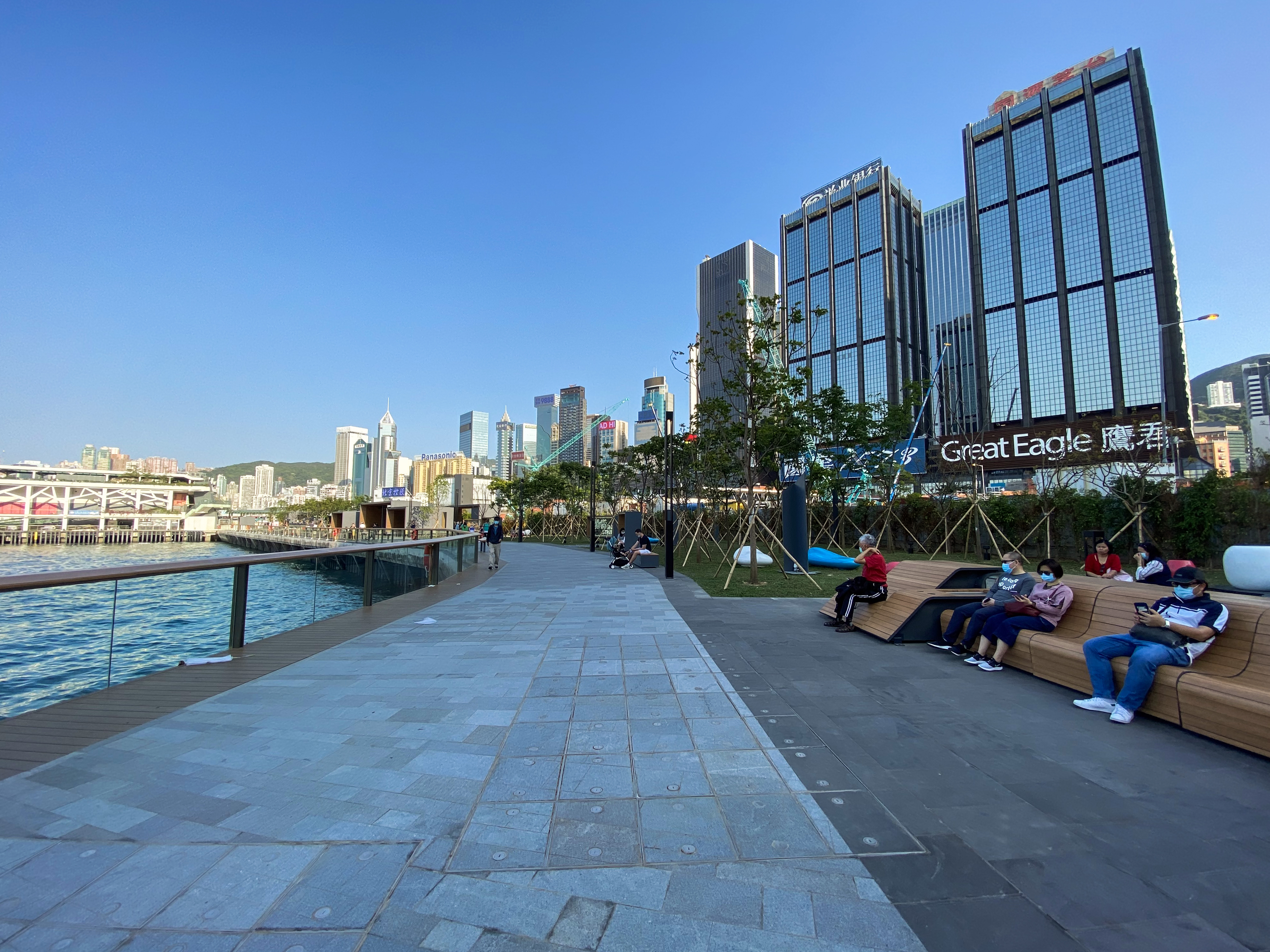
介乎會展至灣仔碼頭之間，佔地逾2.9萬平方呎的休憩空間在2021年3月19日對外開放

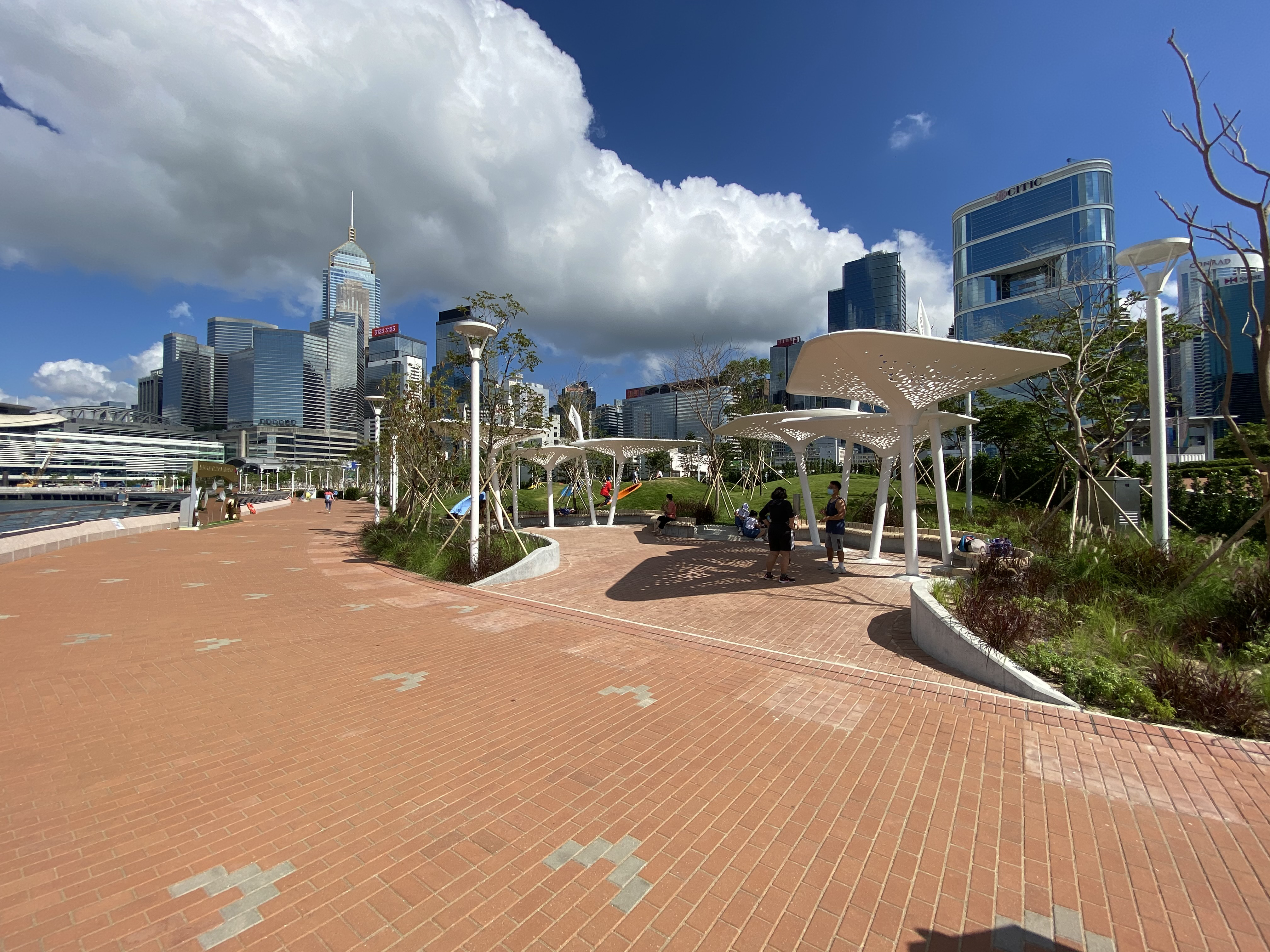
連接金鐘添馬公園至香港會議展覽中心一段的灣仔海濱長廊，在2021年5月7日對外開放

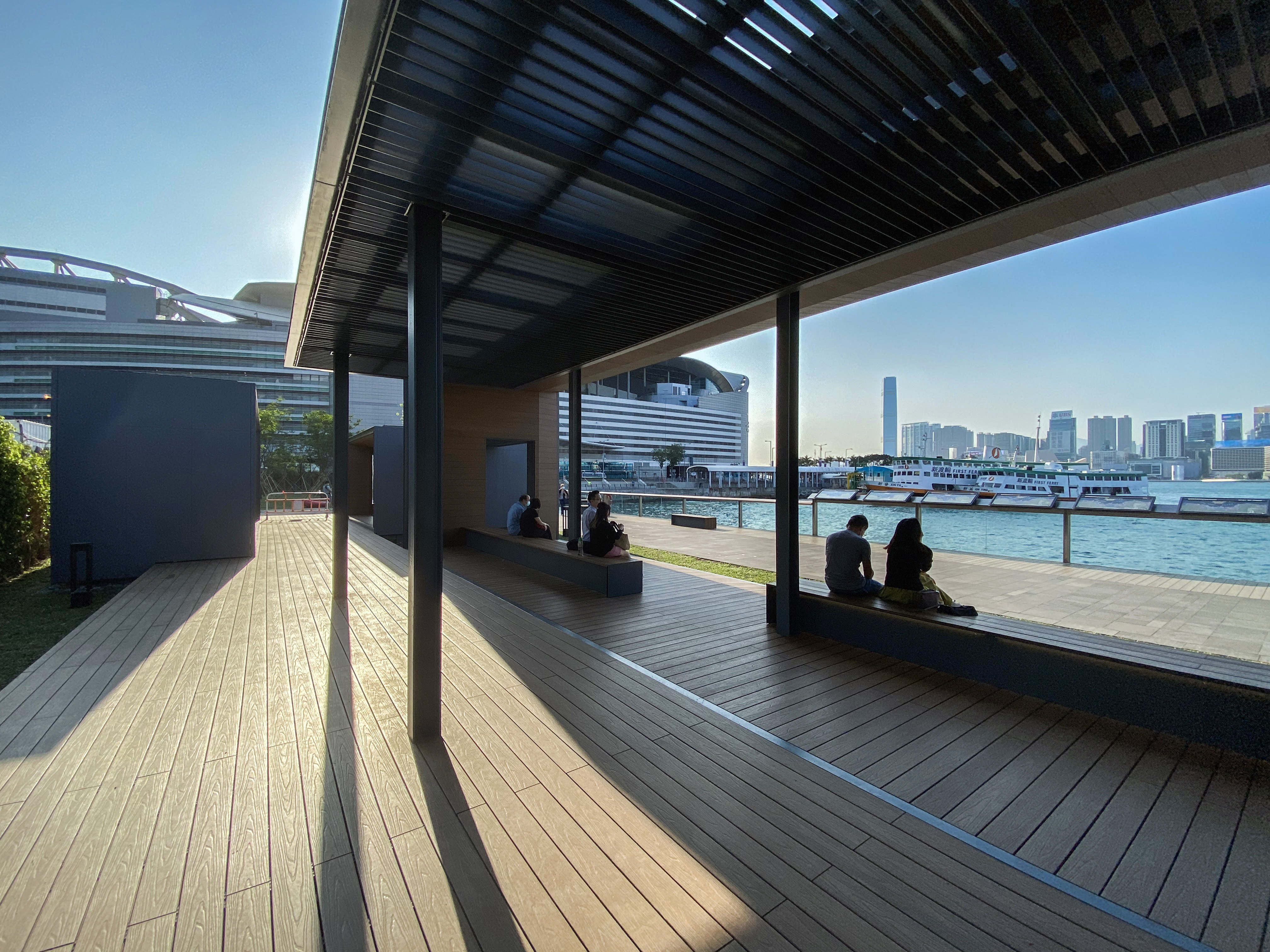
海濱長廊設有簡約構築物

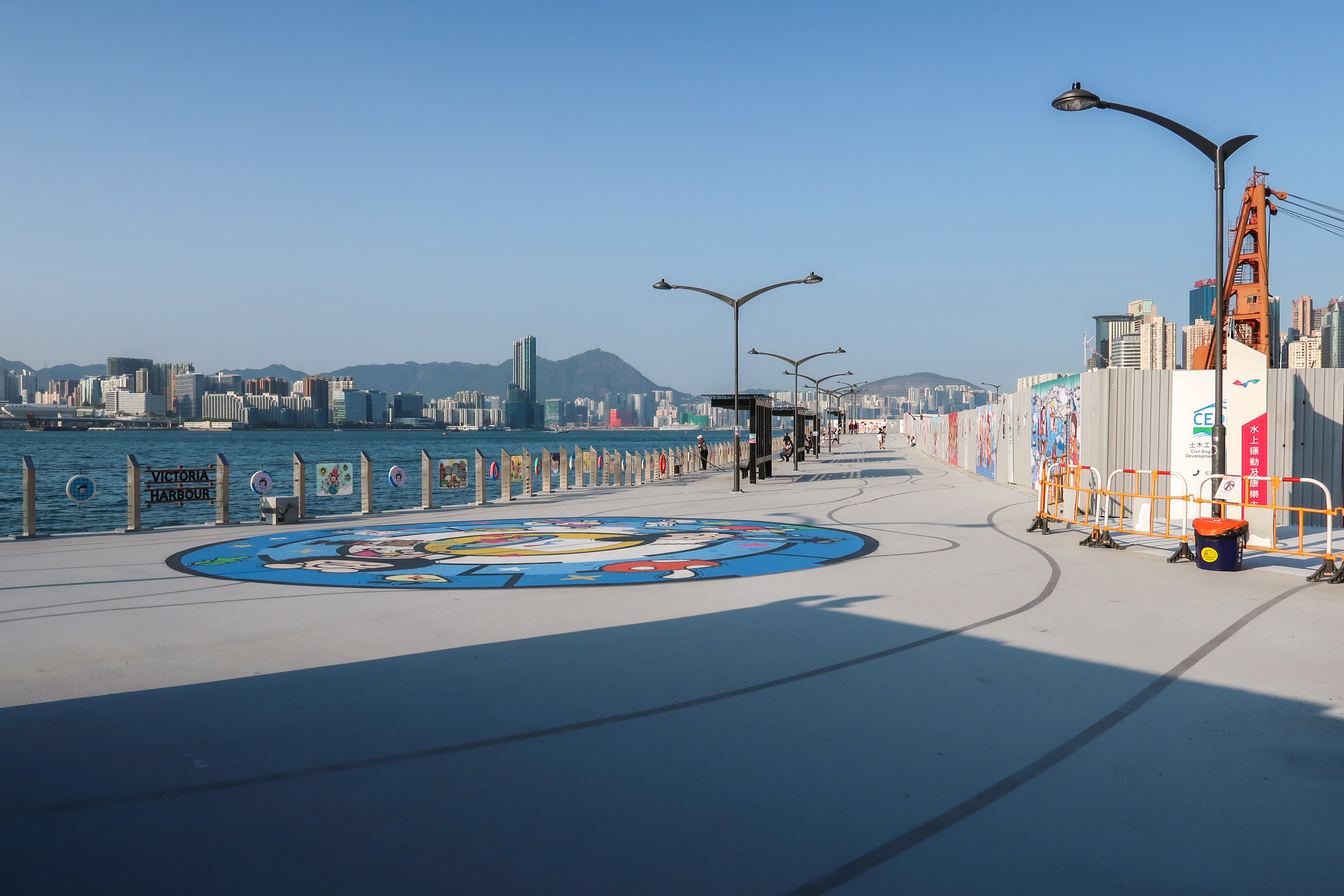
第二代灣仔北海濱長廊，規劃作多用途空間

灣仔海濱長廊（英語：Wan Chai Promenade）是位於香港島灣仔鴻興道的維多利亞港沿岸的海濱長廊，連接金鐘至灣仔貨物裝卸區，其中第二代的海濱長廊在灣仔發展計劃第2期新填海的土地上興建，屬65億元優化海濱專項撥款下所推行的13個工程項目之一。

## 第一代

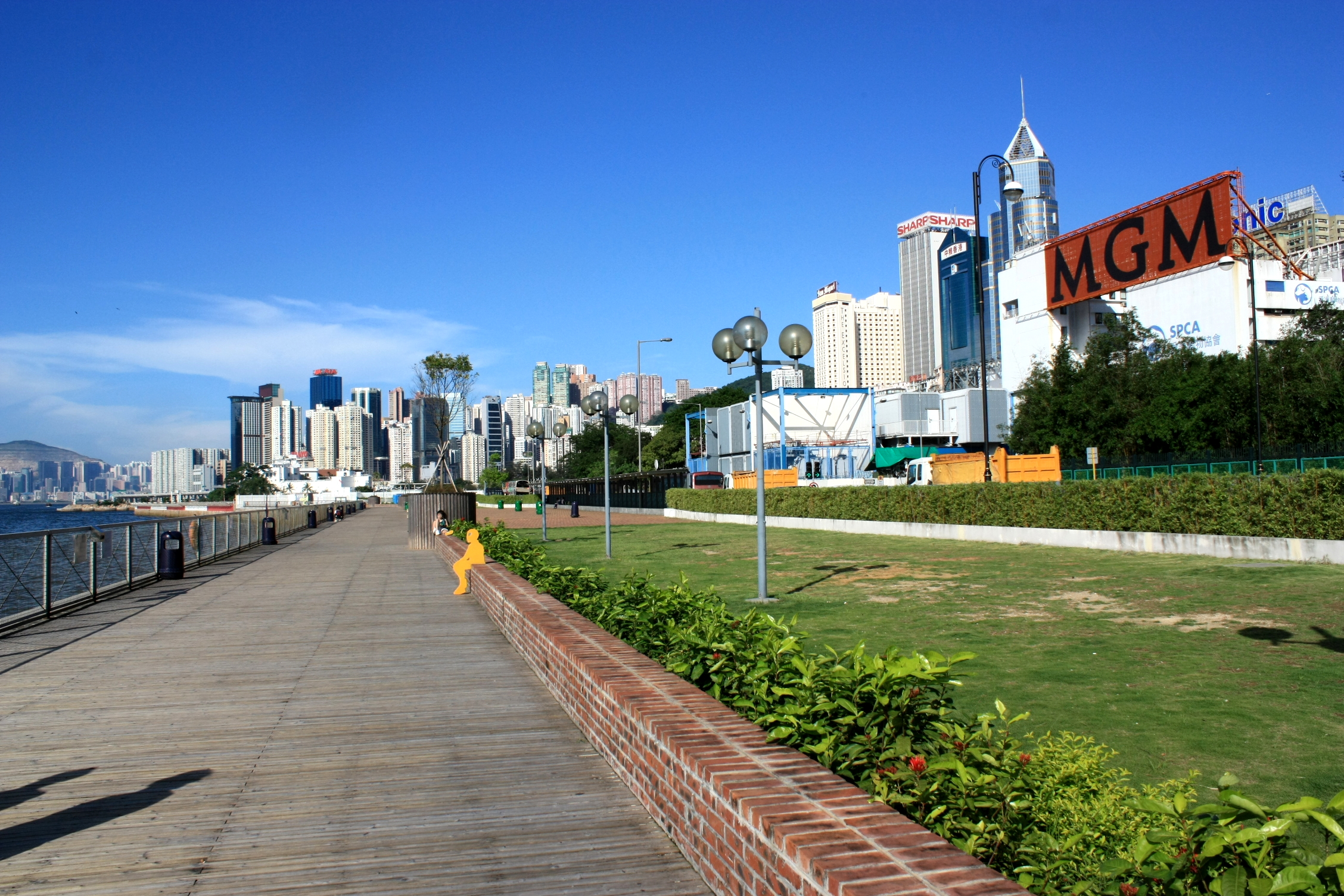
第一代灣仔海濱長廊，望向銅鑼灣

第一代灣仔海濱長廊是香港首個容許狗隻進入的海濱長廊，位於香港島灣仔鴻興道的維多利亞港沿岸，毗鄰香港海底隧道奇力島出口、灣仔貨物裝卸灣、灣仔運動場、香港愛護動物協會等，佔地1.2公頃，於2007年4月1日正式開放。鋪設了木板行人徑、草地及鋪磚地台。為方便狗隻，公園內也設有手按式水龍頭、清理狗隻糞便之用的可自然降解的膠袋，以及公廁設施。
灣仔海濱長廊原為灣仔貨物裝卸區。正如西九龍海濱長廊一樣，灣仔海濱長廊的設立只屬臨時性質。其後因為中環灣仔繞道及灣仔發展計劃第2期工程，海濱長廊於2010年1月27日關閉。
現時香港島其他容許狗隻進入的休憩用地有山頂公園和鰂魚涌海濱花園及寵物公園和中西區海濱長廊－上環段的「寵物角」。

## 第二代
政府將灣仔段的海濱長廊規劃作「渡輪碼頭畔主題區」，用地隨中環灣仔繞道工程完工而陸續交予海港辦事處發展。2021年1月，灣仔北海濱長廊對外開放，其中灣仔北公共運輸交匯處右方的空間為約1公里長，地上及圍欄設置了插畫家麥雅端創作的Chocolate Rain主題作品。而來往灣仔北公共運輸交匯處和灣仔碼頭的通道變成粉紅色為主題的打卡裝置。到同年3月19日，介乎會展至灣仔碼頭之間，佔地逾2.9萬平方呎的休憩空間對外開放。該處設置了清水混凝土和木系建成的簡約構築物，並設置了相框和霓虹燈裝飾，吸引市民拍照留念。
2021年5月7日，連接金鐘添馬公園至香港會議展覽中心一段的灣仔海濱長廊對外開放，佔地約7800平方米，以草地為主。該處亦提供多種涼亭、公共藝術座椅和觀景小丘。其中靠近添馬公園的位置，設置「童樂園」活動區，透過高低起伏的草坪和鮮艷的渠桶設計，讓使用者自由活動。該空間亦設置了風力發電照明系統及太陽能路燈。同年5月28日，鄰近灣仔渡輪碼頭，佔地近2萬呎的「HarbourChill海濱休閒站」對外開放，該處24小時開放，擺放了各式各樣的蔭棚、座椅和鞦韆，亦包括「海濱公共傢俬設計比賽」20件優勝作品。場內亦設置特式小賣亭 「WE+ Kiosk」，並歡迎寵物入內。而該空間日後會舉行一系列社區活動，包括黃昏跑步班，戶外瑜珈體驗及「社區藝術之家」自助畫室等。同年10月5日，灣仔北「渡輪碼頭畔主題區」已經對外開放。到同年12月24日，「海岸堤階」主題區連同長280米的新海濱長廊正式開放，該處設有草地、戶外桌椅及兒童遊樂等設施，亦提供20艘限定“維港鴨仔船”。
到2022年12月30日，灣仔海濱「水上運動及康樂主題區（第三期）」和炮台山「東岸公園主題區（第一期甲）」正式開放，提供戶外桌椅、遮蔭棚、餐飲、洗手間、育嬰室和淋浴室等設施，並首次在海濱共享空間引進海上餐廳。陸上亦設有一間佔地約300平方米的餐廳。
2023年12月21日，位於原有灣仔公眾貨物裝卸區的海濱站連同兩卡港鐵中期翻新列車對外開放。港鐵公司與發展局合作，將中期翻新列車車廂進行翻新，而灣仔海濱亦建造「海濱站」迎接列車駛至。市民可經新設的樓梯或階梯式設計的「月台」進入車廂，主題區展示區亦設置站牌、觀景台、圓形多用途廣場、人造草地、遮陽設施和夜光步道，為市民提供一個富有特色的公共休憩空間。。不過，僅僅開放五天，即有人因為玩弄車門，導致車門需要強制長期打開。
2024年11月25日，海濱公園己改成文藝表演場地「Just Live 喜愛現場」，並於12月中旬邀請了國際著名魔術師Franz Harary來港舉行《IMAGINE NATION 幻》表演，表演於2025年3月8日完結。

## 未來發展
為進一步提升灣仔內陸與海濱的暢達度，土木工程拓展署正興建橫跨龍和道和中環灣仔繞道出口的園景平台，同時籌備落實規劃中的港島北岸行人及單車共融通道。

## 圖集

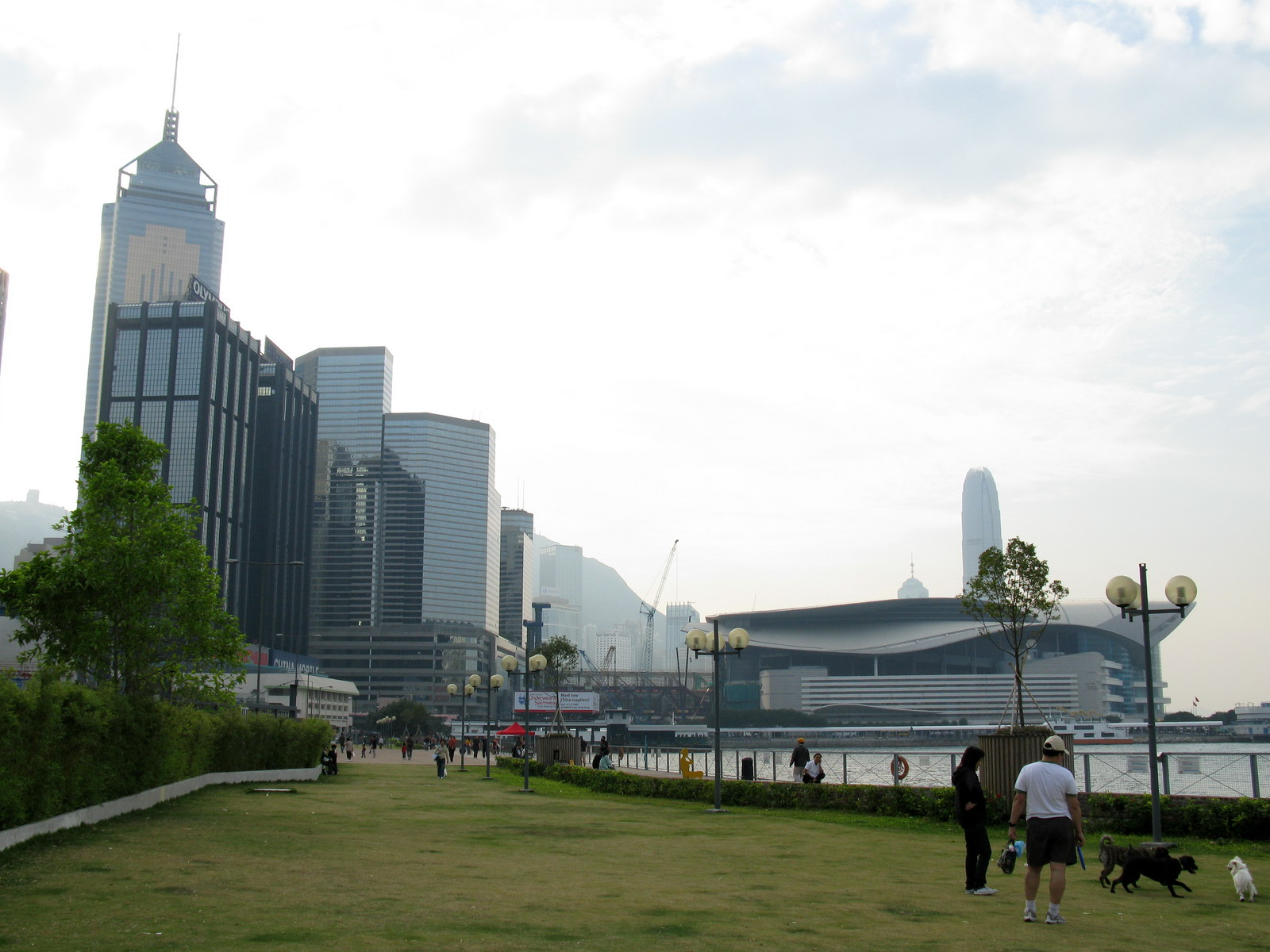
第一代灣仔海濱長廊，望向會展一帶
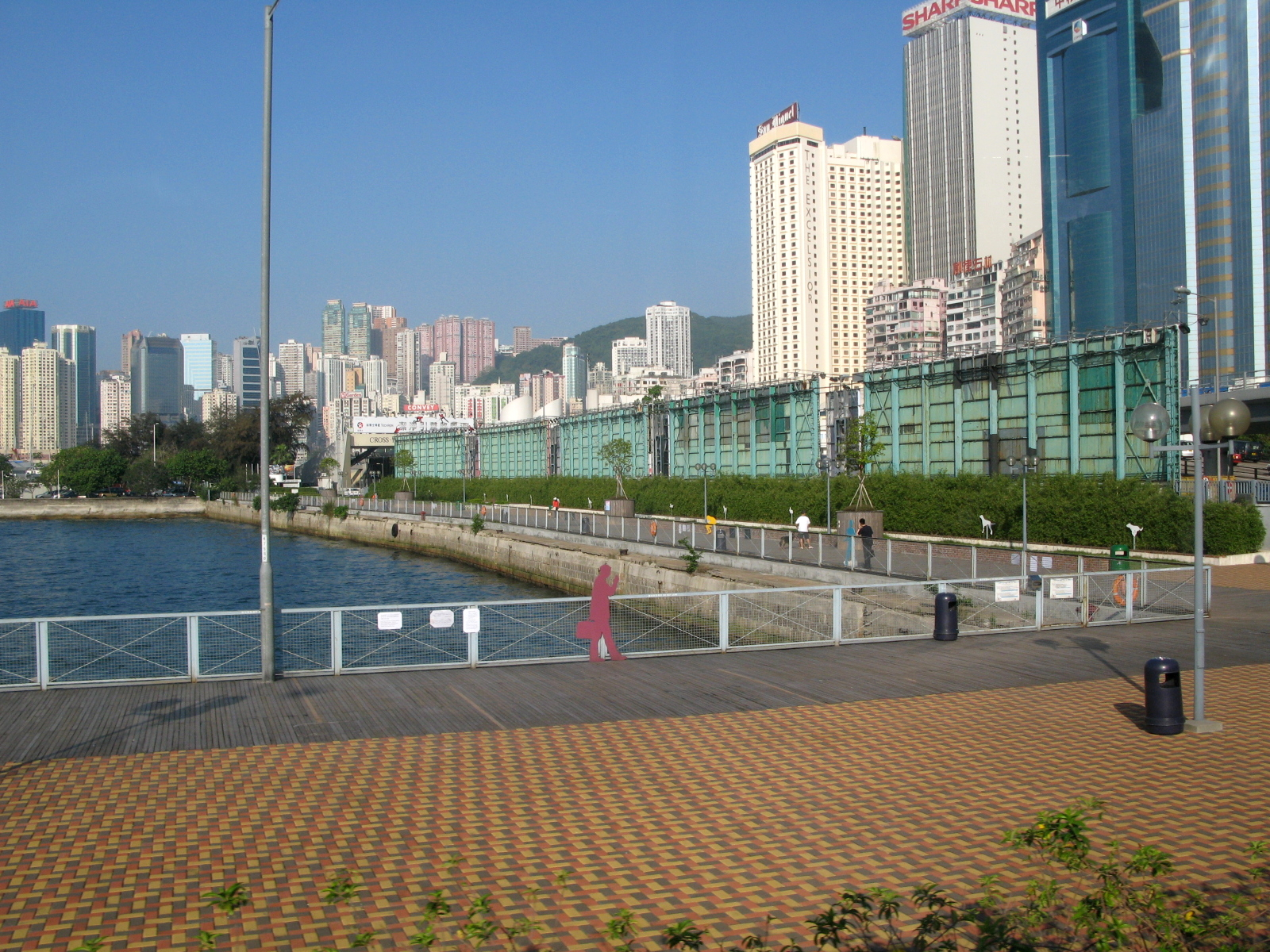
第一代灣仔海濱長廊近鴻興道
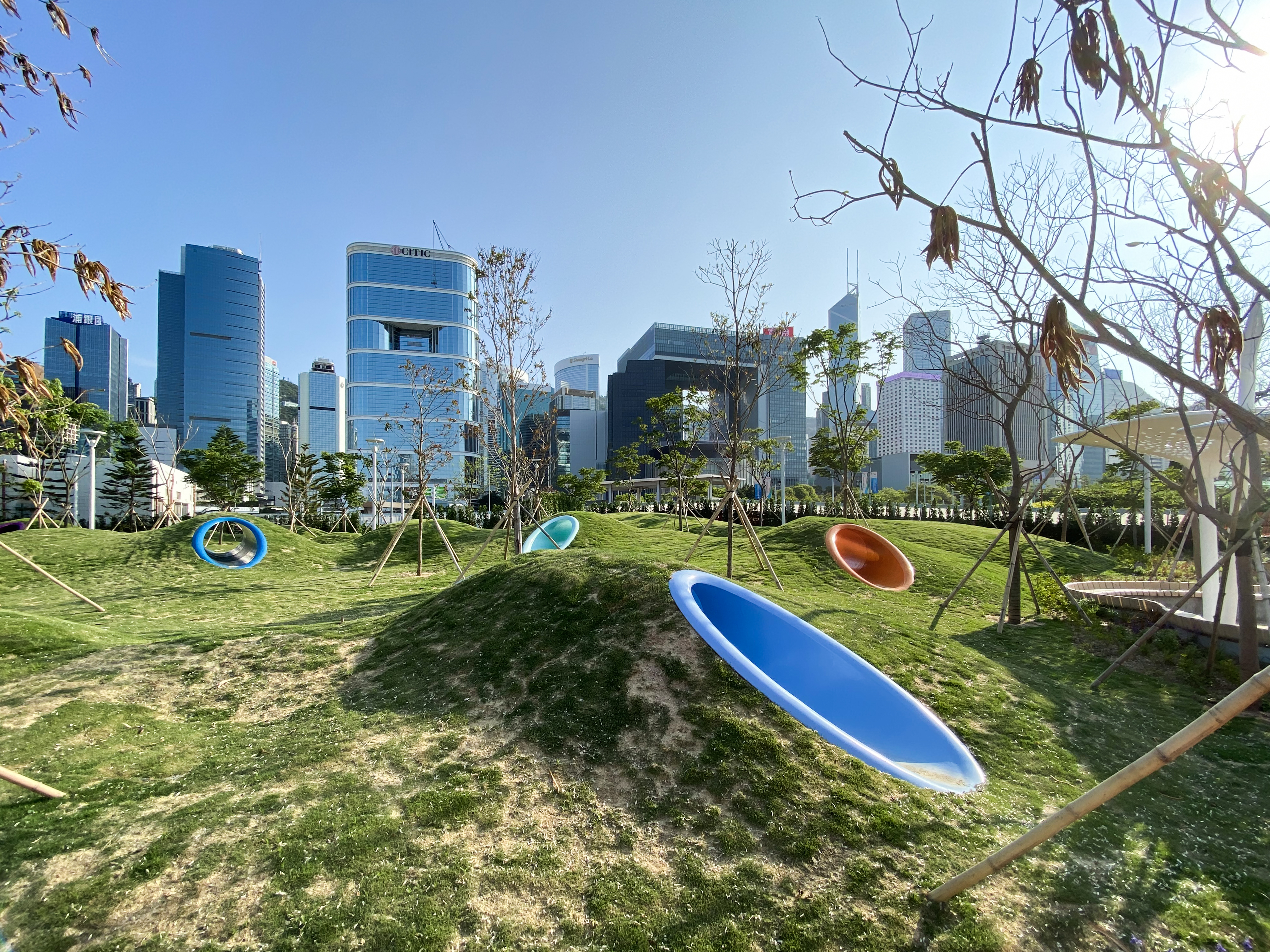
第二代灣仔海濱長廊靠近添馬公園的位置，設置「童樂園」活動區
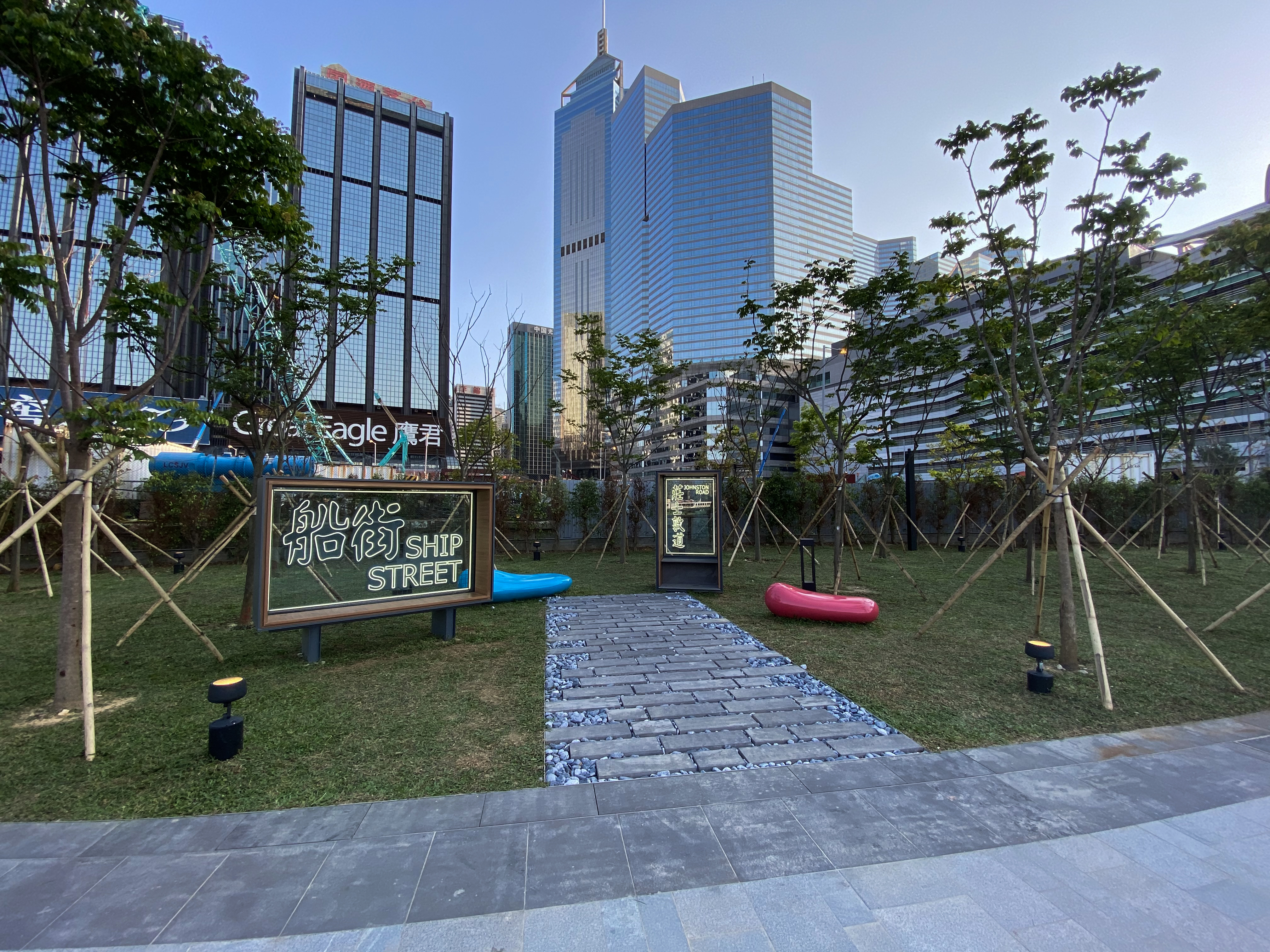
第二代灣仔海濱長廊設置了相框和霓虹燈裝飾
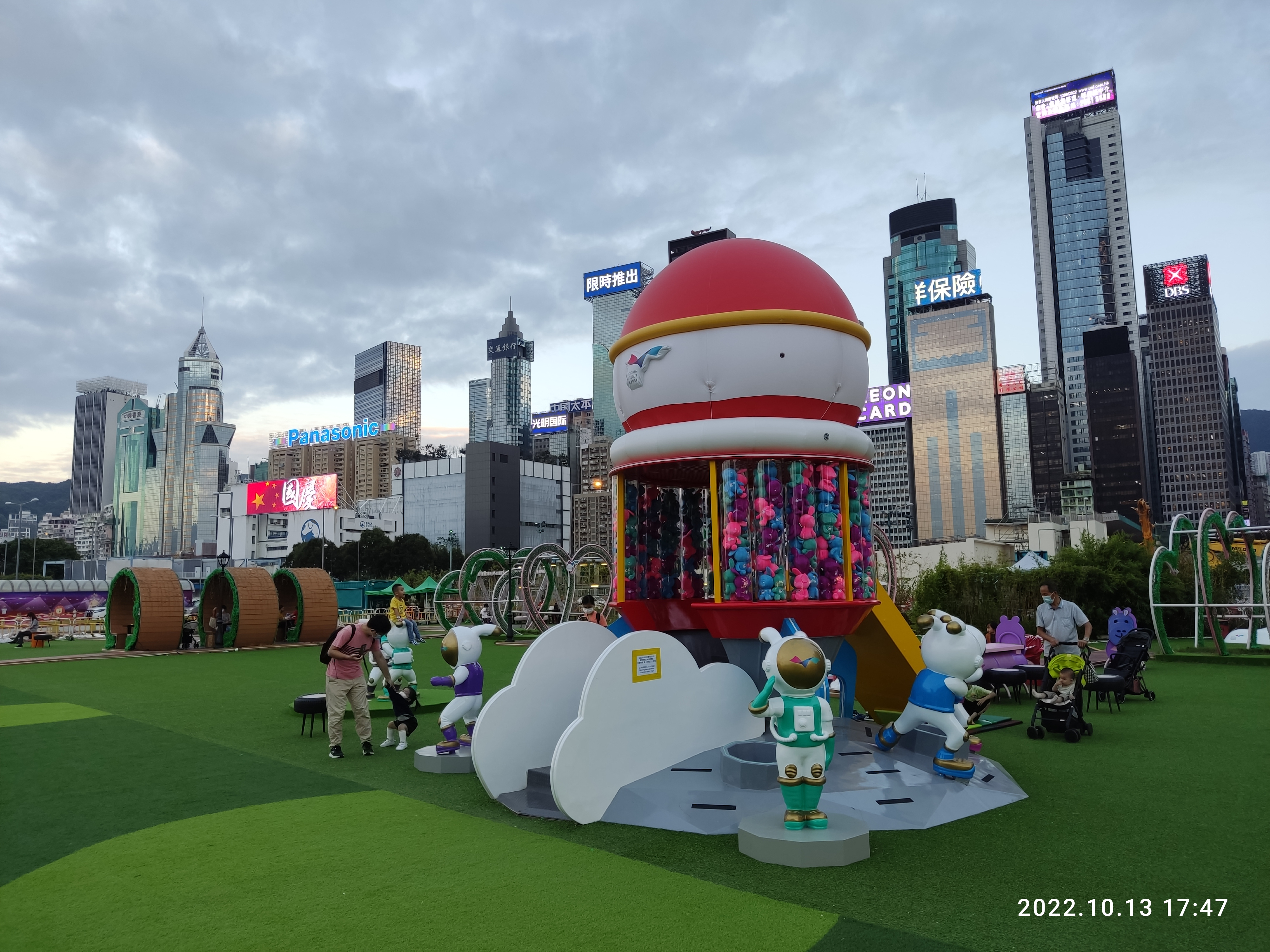
「HarbourChill海濱休閒站」為24小時開放
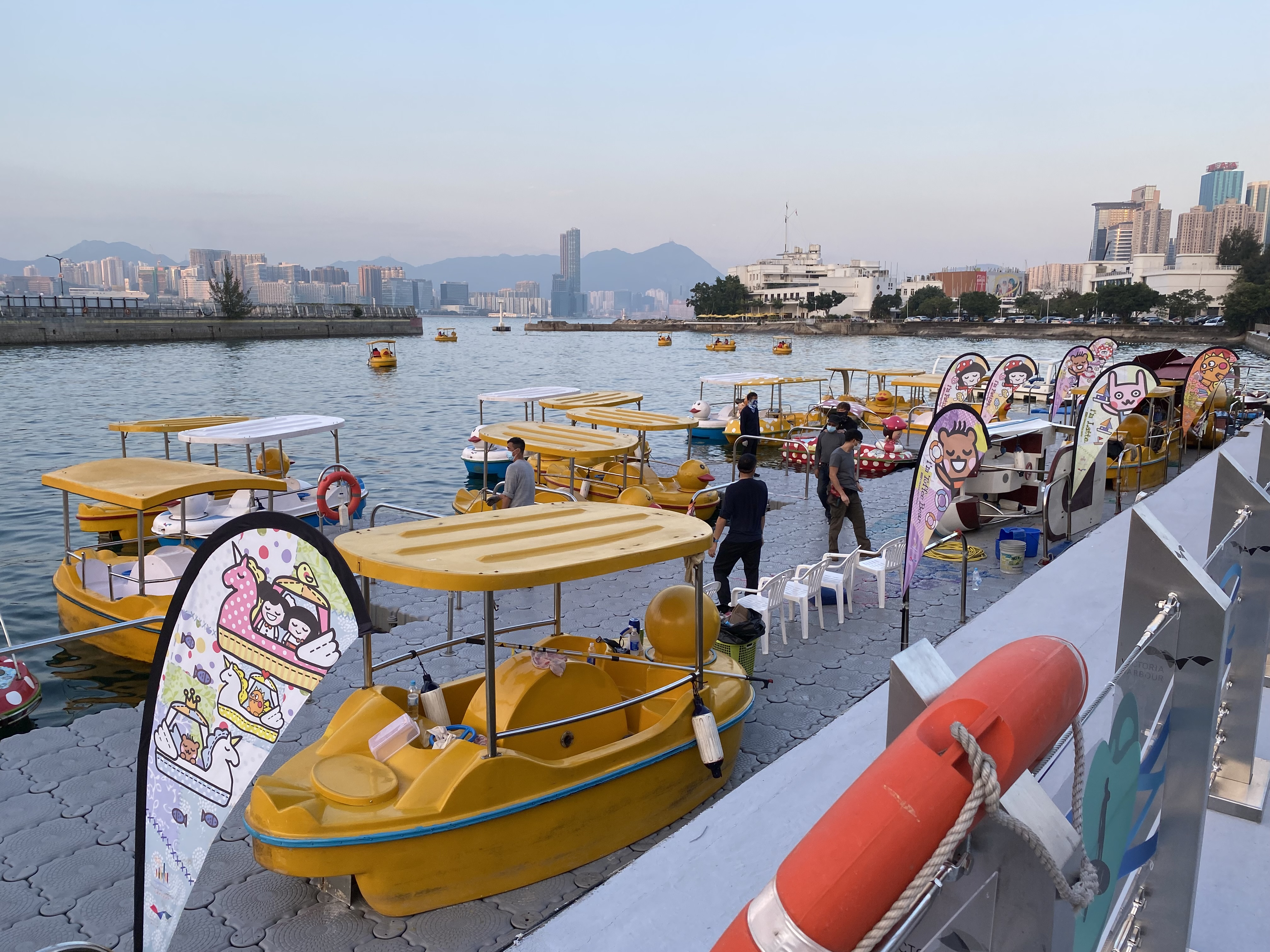
「海岸堤階」主題區提供20艘限定“維港鴨仔船”
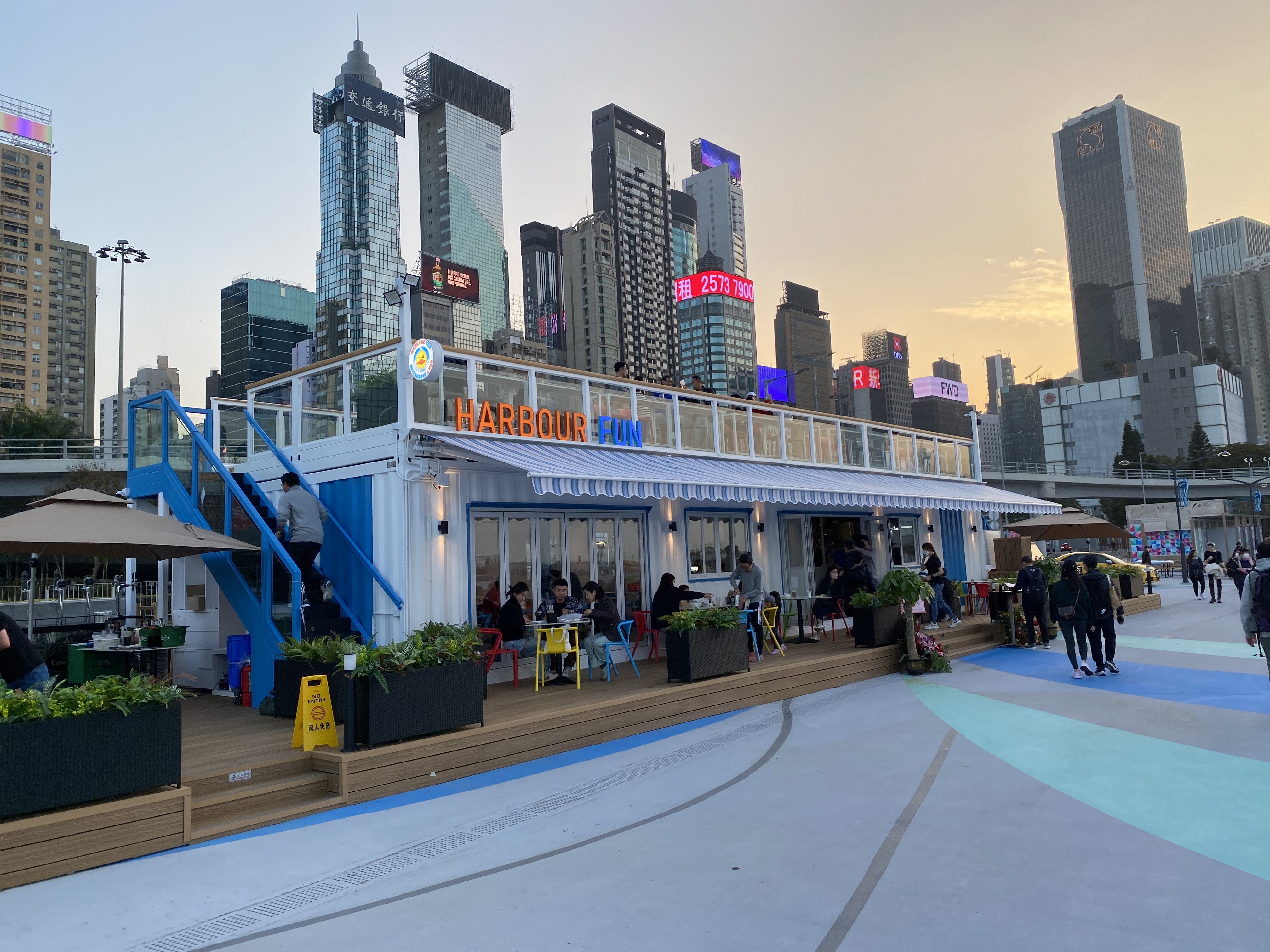
「水上運動及康樂主題區（第三期）」在2022年12月30日正式開放，設有一間佔地約300平方米的陸上餐廳
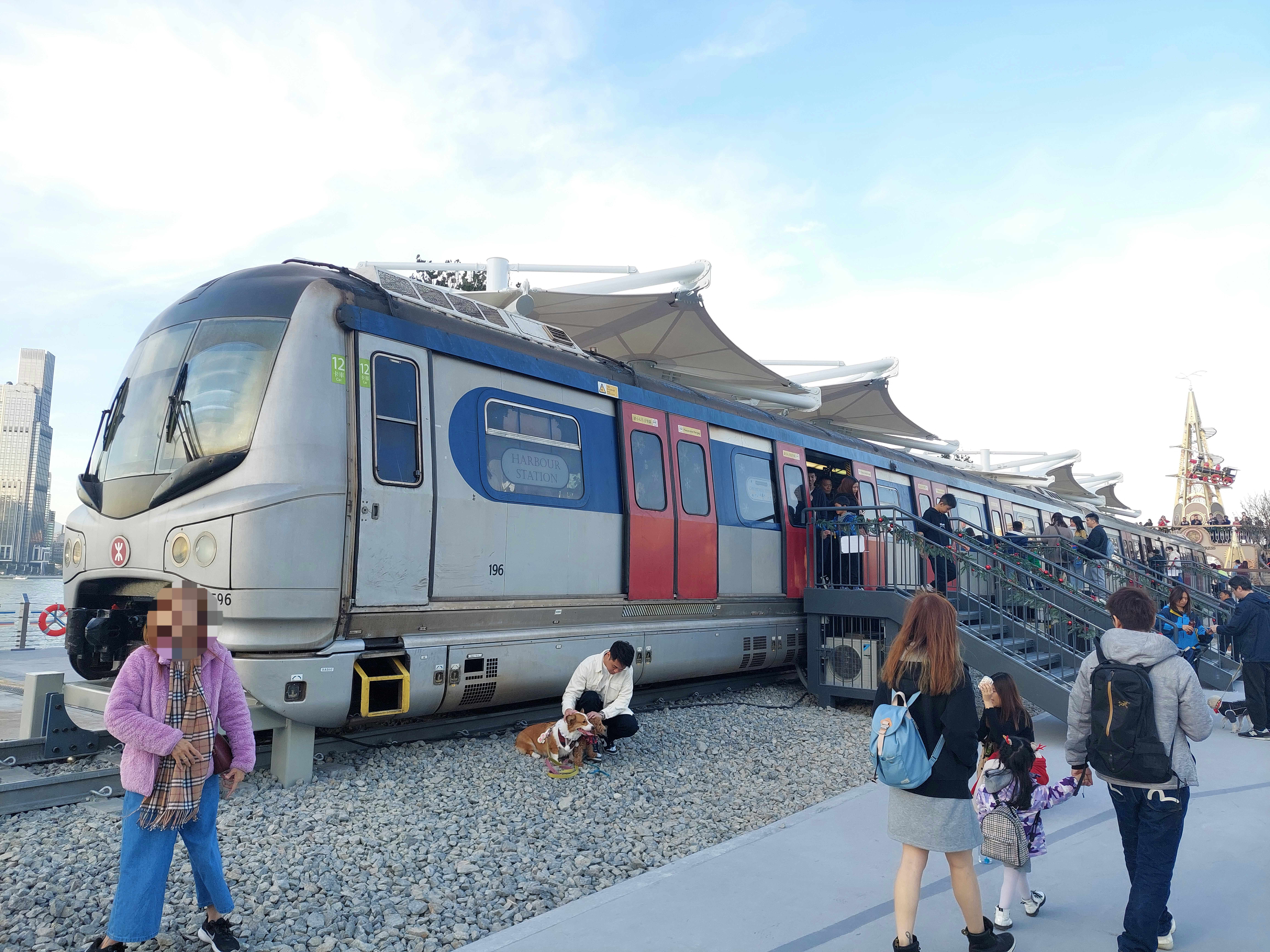
兩輛已退役港鐵東鐵綫中期翻新列車頭車，在2023年12月21日正式開放，並作永久展出
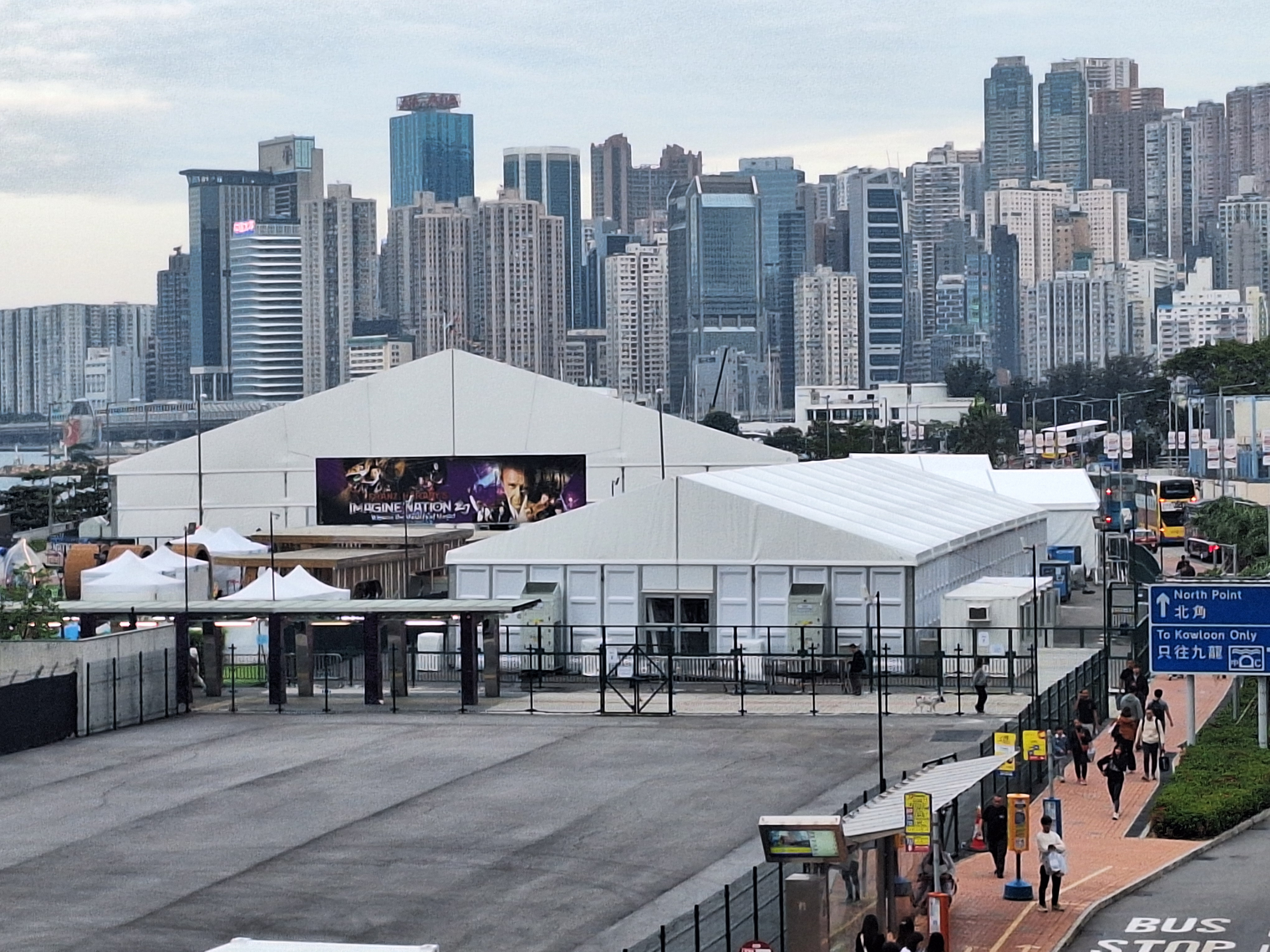
灣仔海濱表演場地，於2024年12月中旬邀請了國際著名魔術師Franz Harary（英语：Franz Harary）來港表演。

## 交通
- 灣仔碼頭渡輪
  - 天星小輪：往尖沙咀
- 會展站巴士總站
  - 新巴：
  - 城巴：
  - 過海隧道巴士：
- 會議道巴士站（分站名稱：灣仔碼頭）
- 港鐵
- █  東鐵綫：會展站B2出口

## 外部連結
维基共享资源上的相關多媒體資源：灣仔海濱長廊